# Laurentius Petri
Laurentius Petri Nericius (Örebro, Suécia, meados de 1499 — Uppsala 27 de outubro de 1573) foi um clérigo sueco e o primeiro Arcebispo Evangélico Luterano da Suécia. Ele e seu irmão Olaus Petri são, juntamente com o Rei Gustavo I Vasa, considerado os principais reformadores protestantes da Suécia. Eles são comemorados pela Igreja Evangélica Luterana na América, em 19 de abril.

## Início da vida
Laurentius Persson Lars nasceu em Örebro, Närke. Estudou na Alemanha, em 1520, possivelmente junto com seu irmão. Aqui eles tomaram a influência do Luteranismo, entre outras coisas, eles se reuniram com Martinho Lutero. Ao retornar para casa para Estocolmo, eles quase perderam a vida quando o barco foi em terra na ilha de Gotlândia. Ambos sobreviveram e se estabeleceram na ilha, e Laurentius tornou-se diretor de uma escola, enquanto Olaus tornou-se assistente de um padre. Não muito tempo depois, Olaus viajou com o padre para Estocolmo para a coroação do rei Gustavo I Vasa. Posteriormente, ele conseguiu entrar em termos amigáveis com o Rei, e logo mudou-se para Estocolmo, onde ele trabalhava nas proximidades do rei.

## Arcebispo
No Conselho de Uppsala 1531, o rei sueco Gustavo I Vasa deu o passo final de romper com a Igreja Católica Romana, nomeando pessoalmente Laurentius como novo arcebispo. Em 22 de setembro daquele ano, Laurentius foi consagrado pelo arcebispo Peder Månsson, Bispo de Västerås. O próprio Månsson tinha sido ordenado pelo mestre de cerimônias do Papa, em Roma, e ao consagrar Laurentius a sucessão apostólica foi mantida na Igreja da Suécia, que foi considerado importante. 
Mais tarde, naquele ano, Laurentius se casou com a prima do rei, Elisabeth Didriksdotter, tornando-se o primeiro arcebispo sueco para se casar. Olaus, seu irmão, já havia se tornado o primeiro sacerdote a casar em 1525. 
O rei proibiu Laurentius de interferir nos planos de reforma. Laurentius sabiamente defendeu a autonomia da Igreja contra as várias ideias de Gustavo I Vasa, como o desejo de abolir todos os bispos, enquanto ainda avançava e promovia firmemente as ideias dos textos de reforma dentro da Suécia. Sua principal contribuição foram seus escritos abundantes que lançaram as bases para a Ordenança da Igreja Sueca estabelecida no Conselho de Upsália de 1571. 
Ele foi arcebispo por 42 anos, sem paralelo na Suécia, e durante a sua época, esteve muitas vezes em conflitos com os monarcas. Em 1539, seu irmão Olaus foi condenado à morte pelo rei por alguns argumentos e Laurentius estava entre aqueles que foram forçados a assinar a sentença de morte. Tem sido discutido se Laurentius estava fazendo isso devido a um caráter fraco ou se ele achou melhor obedecer formalmente para que ele pudesse continuar a propagar as ideias da Reforma. Olaus acabou por obter perdão, em 1542, muito devido aos seus amigos influentes, mas ele foi forçado a manter um perfil baixo, deixando o papel de principal reformador exclusivamente para Laurentius.

## Obras
A primeira tradução da Bíblia completa em sueco, foi publicado em 1541, apelidada de Bíblia de Gustavo Vasa em homenagem ao rei. Lourenço foi um dos principais defensores e supervisores do projeto, juntamente com seu irmão Olaus e o clérigo Laurentius Andreae.
Na década de 1560, quando as ideias de Calvino ganharam influência, Laurentius publicou vários textos, onde falava pelo luteranismo. Tem sido sugerido que foi a primeira vez que a Igreja Sueca definiu seu caráter como Luterana.